# ناحیه گرینبوش، شهرستان کلینتون، میشیگان
ناحیه گرینبوش (به انگلیسی: Greenbush Township) یک منطقهٔ مسکونی در ایالات متحده آمریکا است که در شهرستان کلینتون، میشیگان واقع شده‌است.
 ناحیه گرینبوش ۹۱٫۸ کیلومتر مربع مساحت و ۲٬۱۹۹ نفر جمعیت دارد و ۲۲۲ متر بالاتر از سطح دریا واقع شده‌است.